# Parada Cruce Alberdi
Parada Cruce Alberdi es una estación ferroviaria ubicada en la ciudad Rosario, Provincia de Santa Fe, Argentina.

## Servicios
La estación corresponde al Ferrocarril General Bartolomé Mitre de la red ferroviaria argentina.
Sin realizar parada en esta estación, el Servicio Larga Distancia Retiro - Rosario - Córdoba: pasa por esta parada.
En cuestión de trenes de carga, hacen parada algunos trenes la empresa Nuevo Central Argentino.

## Infraestructura
La estación actualmente está ocupada por una familia de origen ferroviario, que la usa de casa particular, estando en malas condiciones edilicias. Por otro lado, el andén es bajo pero pese a ello, está señalizado y pintado. No posee refugio ni señalética, al no prestar servicios, ya que es usado por personal ferroviario.